# Sabacon cavicolens
Sabacon cavicolens is een hooiwagen uit de familie Sabaconidae.